# Metrichia rawlinsi
Metrichia rawlinsi är en nattsländeart som först beskrevs av Oliver S. Flint Jr. och Sykora 1993.  Metrichia rawlinsi ingår i släktet Metrichia och familjen smånattsländor. Inga underarter finns listade i Catalogue of Life.